# Comtat de Vallfogona
El comtat de Vallfogona és un títol nobiliari concedit el 12 d'abril de 1600 pel rei Felip III a favor de Miquel Galceran de Pinós-Fenollet i de Zurita-Peramola, baró de Milany o de Vallfogona, com a transformació en comtat de la seva baronia. Era successor de Ramon Galceran de Pinós i Fenollet (mort el 1430), baró de Vallfogona i vescomte d'Illa i de Galceran de Pinós i de Pau, també vescomte d'Illa.
Posteriorment passà als Ferrandis d'Híxar, ducs d'Híxar, i als Silva, comtes de Salinas.
La seva denominació fa referència al castell de Vallfogona (Ripollès).

## Comtes de Vallfogona
|                       | Titular                                                 | Període             |
| --------------------- | ------------------------------------------------------- | ------------------- |
| Creació per Felip III |                                                         |                     |
| I                     | Miquel Galceran de Pinós-Fenollet i de Zurita-Peramola  | 1600-               |
| II                    | Joan Galceran de Pinós-Fenollet i de Zurita-Peramola    |                     |
| III                   | Francesca de Pinós-Fenollet i de Zurita-Peramola        |                     |
| IV                    | Isabel Margarita Ferrandis d'Híxar i Castro-Pinós       | ? -1642             |
| V                     | Jaime Francisco Sarmiento de Silva                      | 1642-1700           |
| VI                    | Juana Petronila de Silva y Aragón                       | 1700-1710           |
| VII                   | Isidro Francisco Fernández de Córdoba y Portugal Silva  | 1710-1745           |
| VIII                  | Joaquín Diego de Silva y Moncada                        | 1745- 1758          |
| IX                    | Pedro de Alcántara Fernández de Híjar y Abarca de Bolea | 1758-1797           |
| X                     | Agustín Pedro de Silva y Palafox                        | 1797-1817           |
| XI                    | Francisca Javiera de Silva y Fitz-James Stuart          | 1817- 1818          |
| XII                   | José Rafael de Silva Fernández de Híjar                 | 1851-1863           |
| XIII                  | Cayetano de Silva y Fernández de Córdoba                | 1863-1865           |
| XIV                   | Jaime de Silva y Campbell                               | 1865- ?             |
| XV                    | José Guillermo de Silva y Mitjans                       | 1922- ?             |
| XVI                   | Jaime de Silva y Agrela                                 | 1967-1977           |
| XVII                  | María del Socorro de Silva y Mora                       | 1977-actual titular |